# Ojcowie założyciele Stanów Zjednoczonych

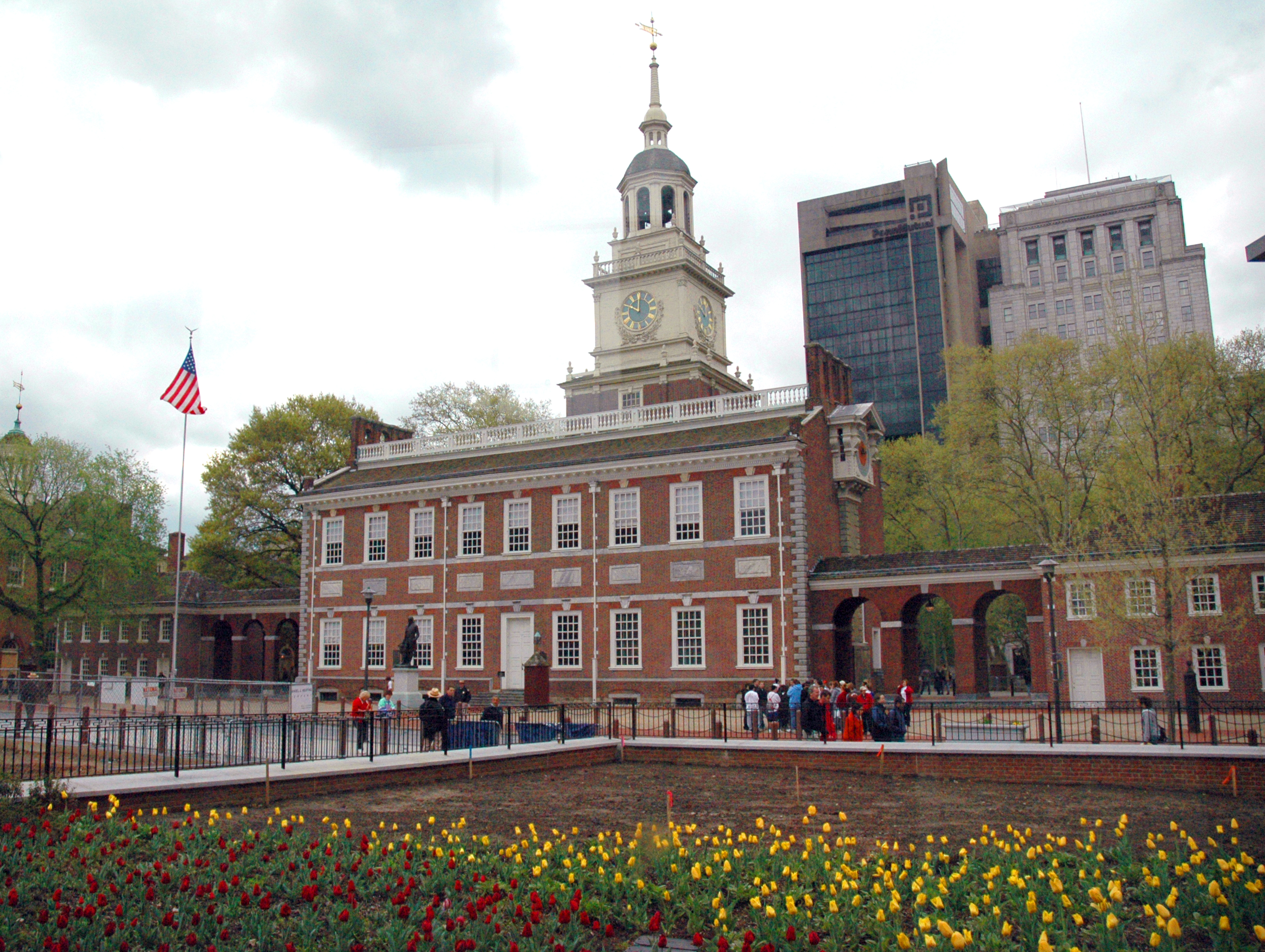
Independence Hall – miejsce, w którym podpisano Deklarację Niepodległości oraz Konstytucję Stanów Zjednoczonych. Tutaj także odbywały się posiedzenia Kongresu Kontynentalnego.

Ojcowie założyciele Stanów Zjednoczonych (ang. Founding Fathers of the United States) – działacze polityczni, którzy podpisali Deklarację niepodległości lub Konstytucję Stanów Zjednoczonych (1787), czy też uczestniczyli w rewolucji amerykańskiej jako Patrioci, czyli przeciwnicy Lojalistów. Byli wśród nich Thomas Jefferson, Benjamin Franklin, George Washington, Alexander Hamilton, James Madison, Samuel Adams, John Adams, Thomas Paine.

## Lista Ojców założycieli Stanów Zjednoczonych

### Sygnatariusze Kongresu Kontynentalnego
Prezydenci Kongresu Kontynentalnego
1.  Peyton Randolph
Prowincja New Hampshire
2.  Nathaniel Folsom
3.  John Sullivan
Prowincja Massachusetts Bay
4.  Thomas Cushing
5.  Samuel Adams
6.  John Adams
7.  Robert Treat Paine

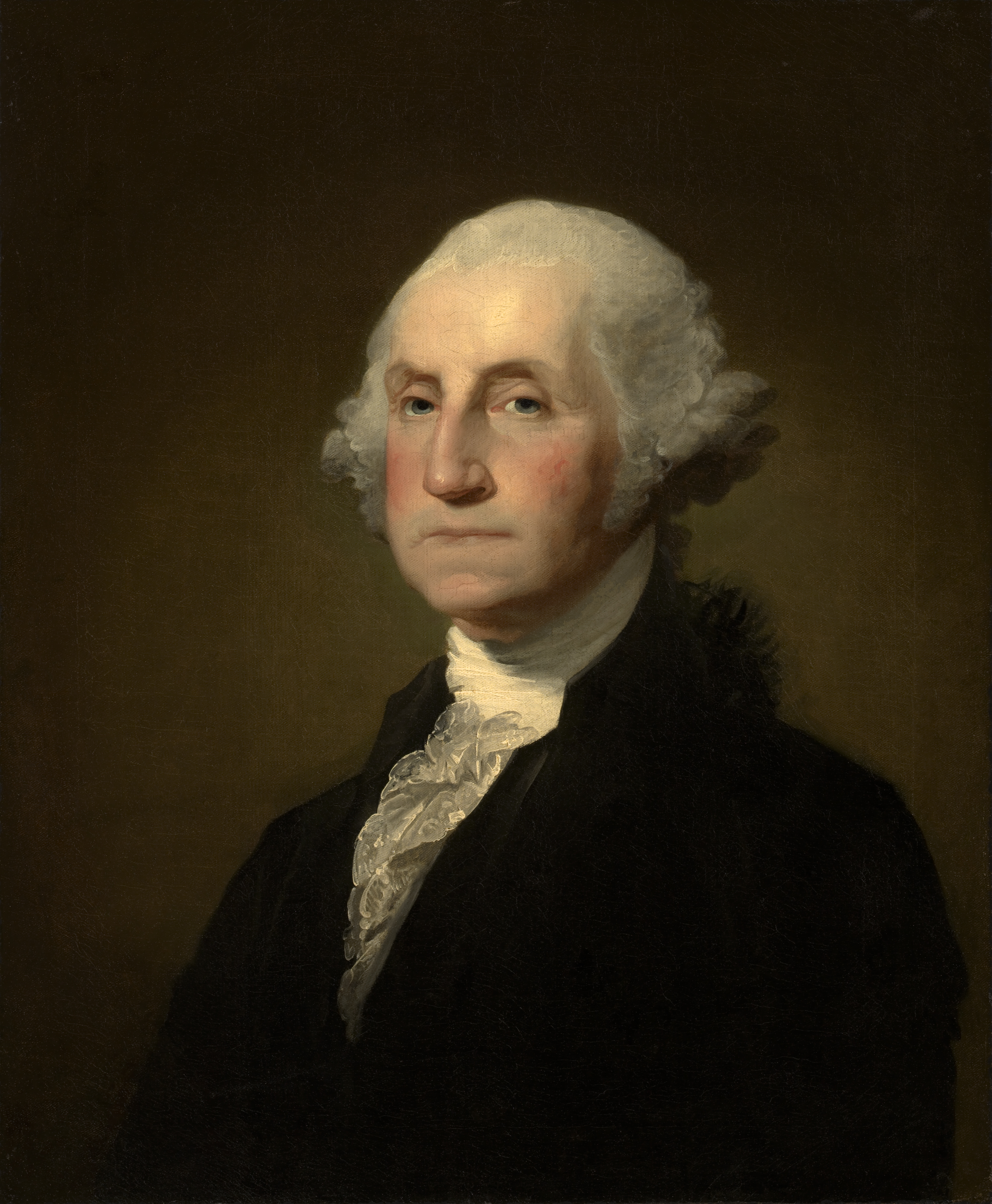
George Washington – sygnatariusz Kongresu Kontynentalnego i Konstytucji Stanów Zjednoczonych

Kolonia Rhode Island i Plantacje Providence
8.  Stephen Hopkins
9.  Samuel Ward
Kolonia Connecticut
10.  Eliphalet Dyer
11.  Roger Sherman
12.  Silas Deane
Prowincja Nowy Jork
13.  Isaac Low
14.  John Alsop
15.  John Jay
16.  James Duane
17.  Philip Livingston
18.  William Floyd
19.  Henry Wisner
20.  Simon Boerum
Prowincja New Jersey
21.  James Kinsey
22.  William Livingston
23.  Stephen Crane
24.  Richard Smith
25.  John De Hart
Prowincja Pensylwania
26.  Joseph Galloway
27.  John Dickinson
28.  Charles Humphreys
29.  Thomas Mifflin
30.  Edward Biddle
31.  John Morton
32.  George Ross
Kolonia Delaware
33.  Caesar Rodney
34.  Thomas McKean
35.  George Read
Prowincja Maryland
36.  Matthew Tilghman
37.  Thomas Johnson Jr.
38.  William Paca
39.  Samuel Chase
Kolonia Virginia
40.  Richard Henry Lee
41.  George Washington
42.  Patrick Henry Jr.
43.  Richard Bland
44.  Benjamin Harrison
45.  Edmund Pendleton
Prowincja Karoliny Północnej
46.  William Hooper
47.  Joseph Hewes
48.  Richard Caswell
Prowincja Karoliny Południowej
49.  Henry Middleton
50.  Thomas Lynch
51.  Christopher Gadsden
52.  John Rutledge
53.  Edward Rutledge

### Sygnatariusze Deklaracji Niepodległości

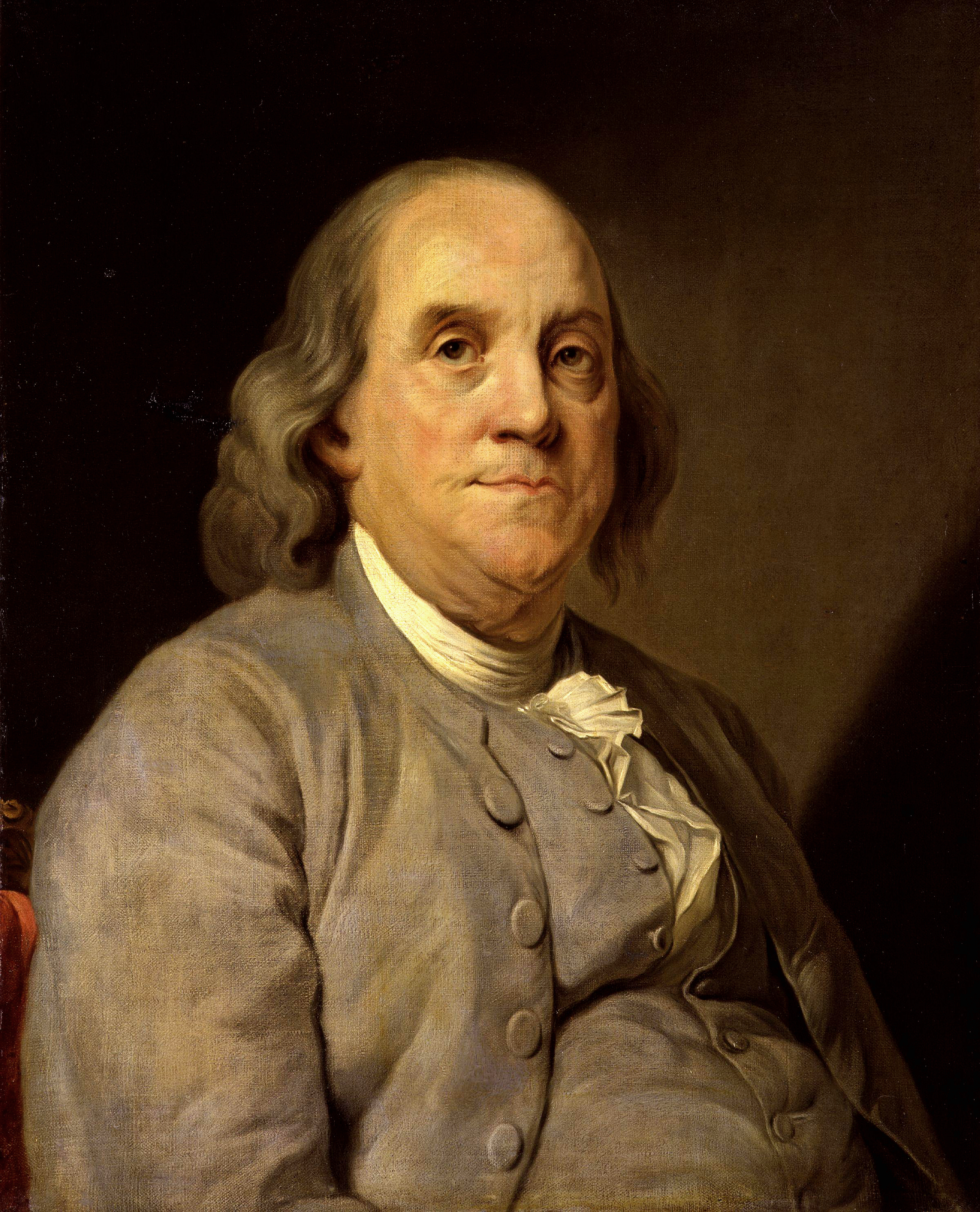
Benjamin Franklin – jeden z sygnatariuszy Deklaracji Niepodległości

- John Adams
- Samuel Adams
- Josiah Bartlett
- Carter Braxton
- Charles Carroll
- Samuel Chase
- Abraham Clark
- George Clymer
- William Ellery
- William Floyd
- Benjamin Franklin
- Elbridge Gerry
- Button Gwinnett
- Lyman Hall
- John Hancock (przewodniczący)
- Benjamin Harrison
- John Hart
- Joseph Hewes
- Thomas Heyward Jr.
- William Hooper
- Stephen Hopkins
- Francis Hopkinson
- Samuel Huntington
- Thomas Jefferson
- Francis Lightfoot Lee
- Richard Henry Lee
- Francis Lewis
- Philip Livingston
- Thomas Lynch Jr.
- Thomas McKean
- Arthur Middleton
- Lewis Morris
- Robert Morris
- John Morton
- Thomas Nelson Jr.
- William Paca
- Robert Treat Paine
- John Penn
- George Read
- Caesar Rodney
- George Ross
- Benjamin Rush
- Edward Rutledge
- Roger Sherman
- James Smith
- Richard Stockton
- Thomas Stone
- George Taylor
- Charles Thomson
- Matthew Thornton
- George Walton
- William Whipple
- William Williams
- James Wilson
- John Witherspoon
- Oliver Wolcott
- George Wythe

### Delegaci Konwencji Konstytucyjnej

#### Sygnatariusze Konstytucji Stanów Zjednoczonych
- Abraham Baldwin
- Richard Bassett
- Gunning Bedford Jr.
- John Blair
- William Blount
- David Brearly
- Jacob Broom
- Pierce Butler
- Daniel Carroll
- George Clymer
- Jonathan Dayton
- John Dickinson
- William Few
- Thomas Fitzsimons
- Benjamin Franklin
- Nicholas Gilman
- Nathaniel Gorham
- Alexander Hamilton
- Jared Ingersoll
- William Jackson (sekretarz)
- Daniel of St. Thomas Jenifer
- William Samuel Johnson
- Rufus King
- John Langdon
- William Livingston
- James Madison
- James McHenry
- Thomas Mifflin
- Gouverneur Morris
- Robert Morris
- William Paterson
- Charles Pinckney
- Charles Cotesworth Pinckney
- George Read
- John Rutledge
- Roger Sherman
- Richard Dobbs Spaight

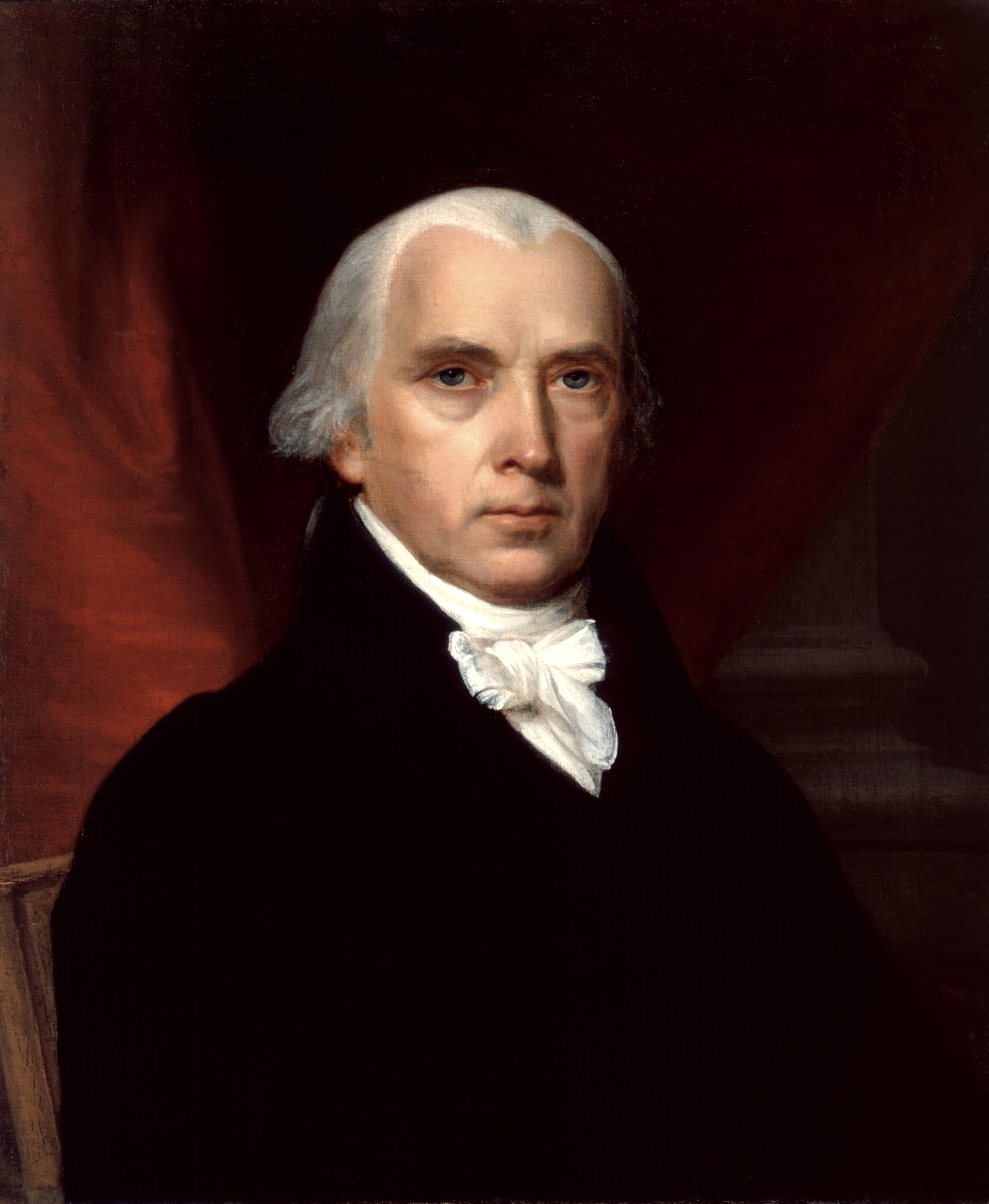
James Madison – jeden z sygnatariuszy Konstytucji Stanów Zjednoczonych

- George Washington (przewodniczący)
- Hugh Williamson
- James Wilson

#### Delegaci, którzy wyszli bez składania podpisu
- William Richardson Davie
- Oliver Ellsworth
- William Houston
- William Houstoun
- John Lansing Jr.
- Alexander Martin
- Luther Martin
- James McClurg
- John Francis Mercer
- William Pierce
- Caleb Strong
- George Wythe
- Robert Yates

#### Delegaci, którzy odmówili złożenia podpisu
- Elbridge Gerry
- George Mason
- Edmund Jenings Randolph

### SygnatariuszeArtykułów Konfederacji
- Andrew Adams
- Samuel Adams
- Thomas Adams
- John Banister
- Josiah Bartlett
- Daniel Carroll
- William Clingan
- John Collins
- Francis Dana
- John Dickinson
- William Henry Drayton
- James Duane
- William Duer
- William Ellery
- Elbridge Gerry
- John Hancock
- John Hanson
- Cornelius Harnett
- John Harvie
- Thomas Heyward Jr.
- Samuel Holten
- Titus Hosmer
- Samuel Huntington
- Richard Hutson
- Edward Langworthy
- Henry Laurens
- Francis Lightfoot Lee
- Richard Henry Lee
- Francis Lewis
- James Lovell
- Henry Marchant
- John Mathews
- Thomas McKean
- Gouverneur Morris
- Robert Morris
- John Penn
- Joseph Reed
- Daniel Roberdeau
- Nathaniel Scudder
- Roger Sherman
- Jonathan Bayard Smith
- Edward Telfair
- Nicholas Van Dyke
- John Walton(inne języki)
- John Wentworth Jr.
- John Williams
- John Witherspoon
- Oliver Wolcott

### Pozostali

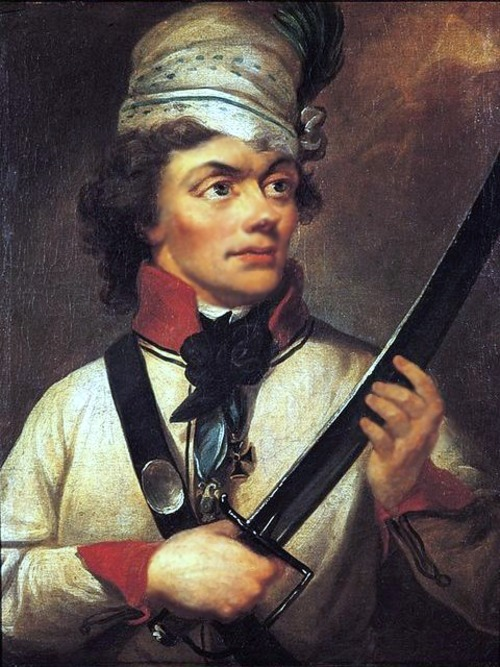
Tadeusz Kościuszko

- Abigail Adams – doradczyni, żona i matka prezydentów[1].
- Ethan Allen – wojskowy i polityczny przywódca w Vermont[2]
- Richard Allen – Afroamerykański biskup[3]
- Egbert Benson – polityk z Nowego Jorku[4]
- Richard Bland – delegat VA na Kongresie Kontynentalnym[5]
- Elias Boudinot – delegat NJ na Kongresie Kontynentalnym[6]
- Aaron Burr – Wiceprezydent USA w rządach Jeffersona[7].
- George Rogers Clark – generał armii[8]
- George Clinton, gubernator Nowego Jorku oraz Wiceprezydent USA[9]
- Tench Coxe – ekonomista na Kongresie Kontynentalnym[10]
- Albert Gallatin – polityk i Sekretarz Skarbu[11]
- Horatio Gates – generał armii[8]
- Nathanael Greene – generał armii[8]
- Nathan Hale – żołnierz[1]
- Patrick Henry – Gubernator Stanu Wirginia[5]
- James Iredell – sędzia[9]
- John Jay – pierwszy Prezes Sądu Najwyższego Stanów Zjednoczonych[12]
- John Paul Jones – kapitan marynarki wojennej[8]
- Henry Knox – generał armii[9]
- Tadeusz Kościuszko – generał armii polskiej[11]
- Gilbert du Motier, marquis de La Fayette – generał armii francuskiej[11]
- Henry Lee III – oficer i gubernator VA[8]
- Robert R. Livingston – prawnik i dyplomata[1]
- William Maclay, PA – senator[9]
- Dolley Madison – współmałżonka Prezydenta Jamesa Madisona[1]
- John Marshall – czwarty Prezes Sądu Najwyższego Stanów Zjednoczonych[1]
- Philip Mazzei – włoski lekarz, kupiec i pisarz[13]
- James Monroe – piąty Prezydent Stanów Zjednoczonych[14]
- Daniel Morgan – bohater i kongresmen VA[8]
- James Otis Jr. – prawnik i polityk z MA[15]
- Thomas Paine – autor Zdrowego rozsądku[2]
- Edmund Pendleton – polityk VA, prawnik i sędzia[16]
- Andrew Pickens – generał armii i kongresmen SC[8]
- Timothy Pickering – sekretarz stanu Stanów Zjednoczonych z MA[17]
- Israel Putnam – generał armii[18]
- Comte de Rochambeau – francuski generał armii[11]
- Thomas Sumter – bohater wojenny i kongresmen z SC[8]
- Haym Solomon – finansista i szpieg Armii Kontynentalnej[19]
- Friedrich Wilhelm von Steuben – pruski oficer[11]
- Joseph Warren – doktor, przywóca rewolucyjny[18]
- Mercy Otis Warren – pisarz polityczny[9]
- Anthony Wayne – generał armii i polityk[8]
- Noah Webster – pisarz, leksykograf i dydaktyk[20]
- Thomas Willing – bankier[2]
- Paine Wingate – najdłużej żyjący delegat na Kongresie Kontynentalnym[21][22]